# Андерссон, Альберт (гимнаст)
Альберт Пер Андерссон (швед. Albert Per Andersson; 25 апреля 1902, Сельсхёг, Тумелилла — 5 марта 1977, Кристианстад) — шведский гимнаст и легкоатлет, принимавший участие в летних Олимпийских играх 1920 года и 1928 года.

## Биография
На Олимпиаде 1920 года Андерссон был членом шведской гимнастической команды, которая одержала победу и завоевала золотую медаль в мужской первенстве по шведской системе.
В Амстердаме, спустя восемь лет, он принял участие в двух легкоатлетических соревнованиях на летних Олимпийских играх 1928 года. В десятиборье он занял восьмое место, а в первом забеге на 110 метров с барьерами не прошел в следующий раунд. Также в 1928 году он стал чемпионом своей страны в беге на 110 метров с барьерами.